# Eva Dahlgren

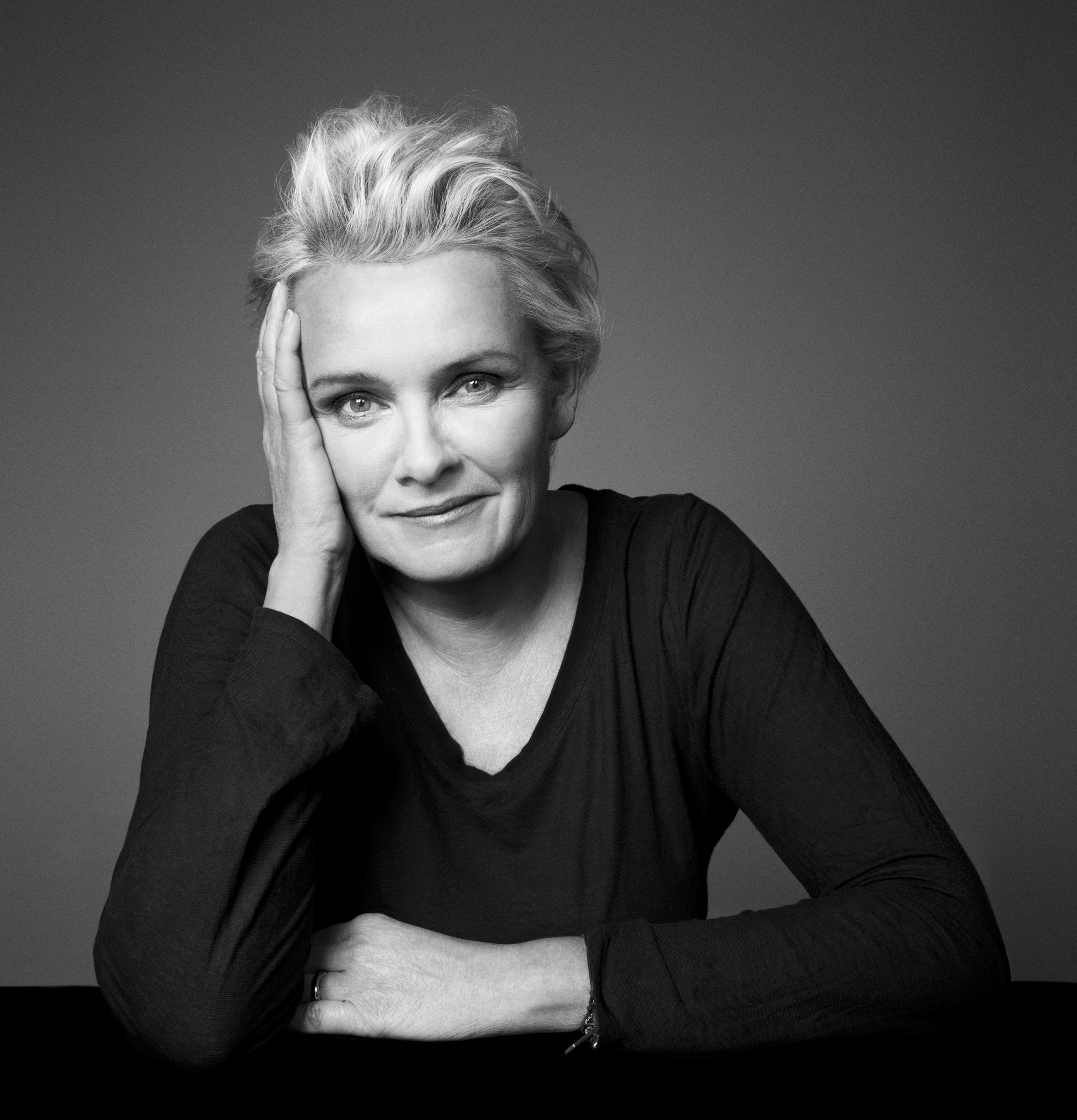
Eva Dahlgren (2012)

Eva Charlotte Dahlgren-Attling (* 9. Juni 1960 in Umeå, Schweden) ist eine schwedische Sängerin, Songschreiberin, Autorin und Schauspielerin. Dahlgren ist seit 15. November 2009 mit der Schauspielerin und Schmuckdesignerin Efva Attling verheiratet und lebt in Stockholm. Beide engagieren sich als Aktivismusinnen für die Rechte von Schwulen und Lesben in Schweden.

## Leben
Nach einem Auftritt im schwedischen Fernsehen 1978 wurde die damals 18-jährige Eva Dahlgren vom Musikproduzenten Bruno Glenmark kontaktiert. Im selben Jahr erschien ihr Debütalbum Finns det nån som bryr sej om, das von Bruno und Anders Glenmark produziert wurde. Ein Jahr später, 1979, nahm Eva Dahlgren am Melodifestivalen, der schwedischen Vorentscheidung zum Eurovision Song Contest teil und erreichte den 3. Platz. Ihr großer musikalischer Durchbruch kam 1991 mit dem Album En blekt blondins hjärta, das sich über 500.000 Mal verkaufte. Auf der „Grammis“-Gala, einer Veranstaltung der schwedischen Musikindustrie (nicht zu verwechseln mit dem Grammy Award, dem Preis der amerikanischen Musikindustrie), gewann sie im gleichen Jahr den Preis in fünf Kategorien: bester Künstler, bestes Album, beste Single, bester Komponist, bester weiblicher Künstler in der Kategorie Pop/Rock. Ein Konzert mit dem Stockholmer Symphonieorchester im Jahr 1993 führte zu der musikalischen Zusammenarbeit mit dem Komponisten Anders Hillborg. Das 1995 erschienene Album Jag vill se min älskade komma från det vilda ist eine Verschmelzung von Anders Hillborgs Musik, Eva Dahlgrens Texten und Gesang und dem Stockholmer Symphonieorchester unter der Leitung von Esa-Pekka Salonen. Unter der Leitung von Esa-Pekka Salonen gab Eva Dahlgren 1995 gemeinsam mit dem Symphonieorchester des schwedischen Radios ein Konzert im Stockholmer Hauptbahnhof.
Ihre Homosexualität gab sie 1996 bekannt, als sie ihre offiziell registrierte Partnerschaft mit Efva Attling einging. Das Paar wohnt auf der Insel Södermalm in Stockholm. Die Stadt verlieh Eva Dahlgren im selben Jahr den Bellman-Preis. Im Herbst 2003 ging sie nach London, mit der Absicht in einer Mietwohnung einen Monat lang Songs für ein neues Album zu schreiben. Im Herbst 2005 wurde ihr persönliches Buch, How to Approach a Tree, veröffentlicht. Fast zur gleichen Zeit wurde das neue Album Snö fertiggestellt, mit elf neu geschriebenen und von Lars Halapi produzierten Songs. Dahlgren war mit ihrem Album „Petroleum och tång“ in der Kategorie „Bester weiblicher Künstler“ für den 2008 in Stockholm verliehenen schwedischen Musikpreis „Grammis“ nominiert. Im November 2009 heiratete sie ihre Partnerin Efva.
In der 2015 erschienenen Doku Ich bin Ingrid Bergman (Jag är Ingrid) arbeitete sie als Kameraführungsleiterin und war für die Kinematografie zuständig. Im Jahr 2022 ist Dahlgren weiterhin als Musikerin aktiv und gibt überwiegend in Skandinavien Konzerte.

## Diskografie

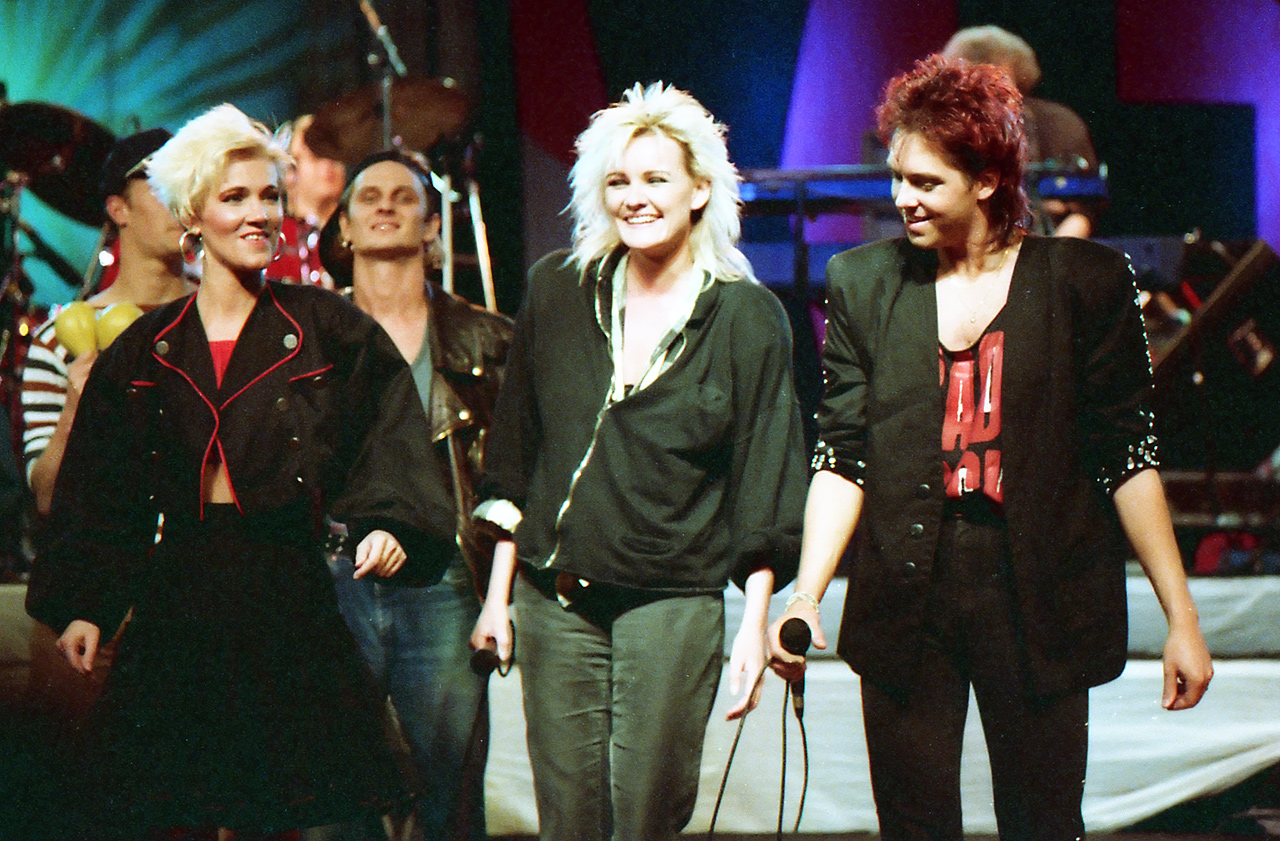
Dahlgren (Mitte) im August 1987 mit dem schwedischen Pop-Duo Roxette

### Alben
| Jahr | Titel                                        | Höchstplatzierung, Gesamtwochen, AuszeichnungChartsChartplatzierungen (Jahr, Titel, Platzierungen, Wochen, Auszeichnungen, Anmerkungen) | Anmerkungen                              |
| Jahr | Titel                                        | SE | Anmerkungen                              |
| ---- | -------------------------------------------- | --- | ---------------------------------------- |
| 1978 | Finns det nån som bryr sig om                | SE23 (7 Wo.)SE |                                          |
| 1980 | Eva Dahlgren                                 | SE25 (10 Wo.)SE | Erstveröffentlichung: 5. Mai 1980        |
| 1981 | För väntan                                   | SE2 (10 Wo.)SE | Erstveröffentlichung: 8. Juni 1981       |
| 1982 | Tvillingsjäl                                 | SE8 (4 Wo.)SE | Erstveröffentlichung: 11. Oktober 1982   |
| 1984 | Ett fönster mot gatan                        | SE2 (11 Wo.)SE | Erstveröffentlichung: 20. August 1984    |
| 1987 | Ung och stolt                                | SE2 Gold · (7 Wo.)SE | Erstveröffentlichung: 2. Februar 1987    |
| 1989 | Fria världen 1.989                           | SE3 Platin · (9 Wo.)SE | Erstveröffentlichung: 27. Februar 1989   |
| 1991 | En blekt blondins hjärta                     | SE1 Platin · (21 Wo.)SE | Erstveröffentlichung: 16. September 1991 |
| 1992 | För minnenas skull 1978–1992                 | SE10 Gold · (6 Wo.)SE | Erstveröffentlichung: 15. Juni 1992      |
| 1995 | Jag vill se min älskade komma från det vilda | SE2 Gold · (28 Wo.)SE | Erstveröffentlichung: 18. September 1995 |
| 1999 | Lai lai                                      | SE1 Gold · (24 Wo.)SE | Erstveröffentlichung: 15. März 1999      |
| 1999 | LaLaLive                                     | SE5 (10 Wo.)SE |                                          |
| 2005 | Snö                                          | SE2 Gold · (14 Wo.)SE | Erstveröffentlichung: 10. Oktober 2005   |
| 2007 | En blekt blondins ballader – 1980-2005       | SE1 Platin · (22 Wo.)SE |                                          |
| 2007 | Petroleum och tång                           | SE3 Gold · (14 Wo.)SE |                                          |
| 2012 | Tid – Urval av sånger 1980 till nu           | SE9 (6 Wo.)SE | Erstveröffentlichung: 28. September 2012 |
| 2016 | Jag sjunger ljuset                           | SE3 (8 Wo.)SE |                                          |
| 2020 | Evalution                                    | SE15 (2 Wo.)SE | Erstveröffentlichung: 28. August 2020    |

Weitere Alben
- 1984: Känn mig
- 2003: Lost Peoples Area (with Buddaboys)
- 2004: Ängeln i rummet – Kauneimmat Laulut

### Singles
| Jahr | Titel Album                                    | Höchstplatzierung, Gesamtwochen, AuszeichnungChartsChartplatzierungen (Jahr, Titel, Album, Platzierungen, Wochen, Auszeichnungen, Anmerkungen) | Anmerkungen                             |
| Jahr | Titel Album                                    | SE | Anmerkungen                             |
| ---- | ---------------------------------------------- | --- | --------------------------------------- |
| 1989 | Ängeln i rummet                                | SE4 Gold · (7 Wo.)SE |                                         |
| 1991 | Gunga mig –                                    | SE40 (1 Wo.)SE |                                         |
| 1991 | Vem tänder stjärnorna En blekt blondins hjärta | SE4 (12 Wo.)SE | Erstveröffentlichung: 2. September 1991 |
| 1991 | Kom och håll om mig –                          | SE27 (3 Wo.)SE |                                         |
| 1994 | Tro på varann Uno                              | SE22 (10 Wo.)SE | mit Uno Svenningsson                    |
| 1999 | Underbara människa LaLaLive                    | SE41 (5 Wo.)SE | Erstveröffentlichung: 8. Februar 1999   |
| 2005 | När jag längtar Snö                            | SE17 (10 Wo.)SE | Erstveröffentlichung: 8. August 2005    |
| 2006 | Äventyr –                                      | SE58 (1 Wo.)SE | EP                                      |
| 2008 | Himlen är inget tak                            | SE36 (1 Wo.)SE | mit Peter Jöback                        |

## Bibliografie
- 1978–1992: Liedtexte von En blekt blondins hjärta und För minnenas skull
- 1992: Eva Dahlgren
- 2000: För att röra vid ett hjärta: Sångtexter 1975–1999
- 2001: Lars & Urban och pudelstjärnorna
- 2003: Lars & Urban och faster Los hemlighet
- 2004: Lars & Urban: Valparna tar över
- 2005: Hur man närmar sig ett träd
- 2007: Tanten och Ödlan (Co-Autor Pål Jansson)

## Filmografie (Auswahl)
- 2016: Syysprinssi[4]
- 2015: Ich bin Ingrid Bergman
- 2009: Kenny Begins
- 1983: G

## Auszeichnungen
- 1979: 3. Platz beim Melodifestivalen (Schwedischer Ausscheidungswettbewerb zum Eurovision Song Contest): Om jag skriver en sång
- 1981: Rockbjörn: Künstlerin des Jahres
- 1982: Rockbjörn: Künstlerin des Jahres
- 1983: Rockbjörn: (Musikpreis der Tageszeitung Aftonbladet): Künstlerin des Jahres
- 1991: fünf Grammis (Schwedischer Musikpreis): Bester Song, Künstler des Jahres, Bestes Album, Bester weiblicher Künstler, Beste Songschreiberin
- 1995: Grammis: Künstlerin des Jahres
- 1995: Rockbjörn: Künstlerin des Jahres
- 1996: Bellman-Preis